# ТЕС Тишрін
ТЕС Тишрін – теплова електростанція у південній частині Сирії, за три десятки кілометрів на південний схід від околиць Дамаска.
У 1993 – 1994 роках на майданчику станції ввели в експлуатацію два конденсаційні блоки з паровими турбінами потужністю по 200 МВт, котрі в 1995-му доповнили двома встановленими на роботу у відкритому циклі газовими турбінами потужністю по 112,5 МВт. Паливна ефективність перших двох блоків становила 34-35%, тоді як для газових турбін це показник складав 30%.
У 2009-му електростанцію доповнили створеним за технологією комбінованого парогазового циклу енергоефективним блоком потужністю 450 МВт. В його складі діють дві газові турбіни потужністю по 160 МВт, які через котли-утилізатори живлять одну парову турбіну.
На початку 2010-х індійська корпорація BHEL узялась за проект по доповненню станції двома паровими турбінами потужністю по 200 МВт, проте громадянська війна в Сирії завадила цим роботам. У 2019-му з’явились повідомлення про повернення підрядника до виконання проекту.
Станцію спорудили з розрахунку на спалювання нафти. В 1992-му до району Дамаску проклали газопровід Омар І, котрий подає ресурс з комплексу підготовки газу родовища Омар, що дозволило перевести ТЕС Тишрін на використання блакитного палива (у 2003 – 2005 роках споживання станцією природного газу становило 0,37 – 0,45 млрд м3 на рік). 
Для станції обрали технологічну схему з використанням повітряного («сухого») охолодження.
Зв’язок із енергосистемою країни відбувається по ЛЕП, розрахованим на роботу під напругою 230 кВ та 400 кВ.